# Karen Pein

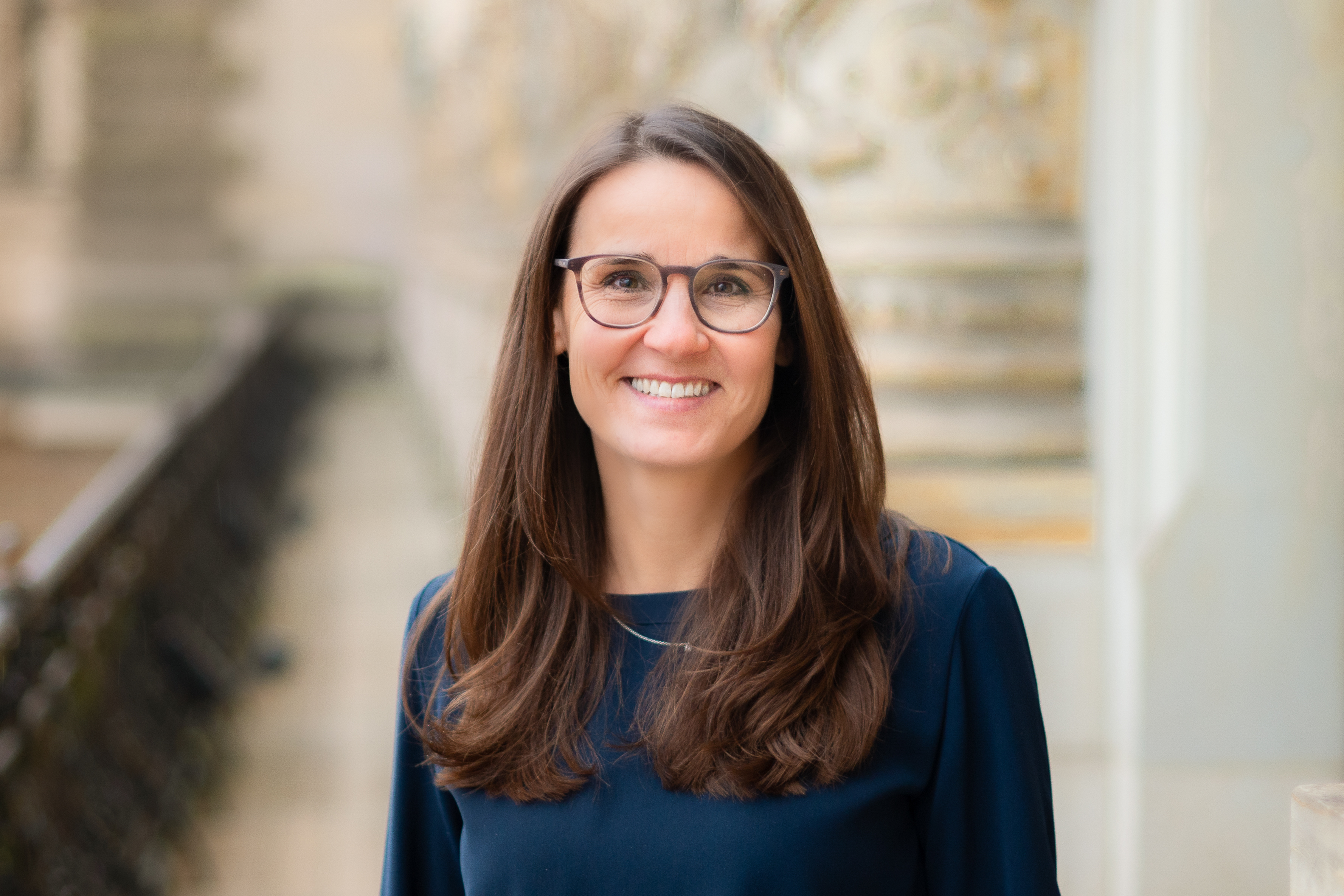
Karen Pein (2022)

Karen Stephanie Pein (* 1973 in Hamburg als Karen Stephanie Vollmann) ist eine deutsche Stadtplanerin und Politikerin (SPD). Sie ist seit dem 15. Dezember 2022 Senatorin für Stadtentwicklung und Wohnen der Freien und Hansestadt Hamburg.

## Leben
Pein wurde in Hamburg geboren und wuchs in Norderstedt auf. Sie besuchte die Gelehrtenschule des Johanneums in Hamburg-Winterhude. Pein studierte Geographie bis zum Vordiplom an der Christian-Albrechts-Universität zu Kiel und in der Folge bis 2000 Städtebau und Stadtplanung an der Technischen Universität Hamburg-Harburg. Ihre Abschlussarbeit verfasste sie bei Dirk Schubert zum Thema Qualifizierte Wohnstandorte für alleinerziehende Frauen in Norderstedt. Nach dem Diplom war sie zunächst bis 2001 im Stadtplanungsamt der Landeshauptstadt Magdeburg und anschließend von 2002 bis 2003 nach eigenen Angaben freiberuflich in Hamburg und Mecklenburg-Vorpommern tätig. Von 2003 bis 2006 arbeitete sie bei der GEWOBA Aktiengesellschaft Wohnen und Bauen in Bremen. 2005 schloss sie ein berufsbegleitendes Studium an der Akademie der Immobilienwirtschaft Hamburg im Fachbereich Immobilienökonomie ab. 2006 arbeitete sie kurzzeitig bei der Hamburger Berenberg Private Capital GmbH. Im selben Jahr wurde sie zunächst als Projektkoordinatorin, ab 2013 als Prokuristin und ab Mai 2015 als Geschäftsführerin bei der städtischen Entwicklungsgesellschaft IBA Hamburg GmbH tätig.
Mit Wirkung zum 15. Dezember 2022 wurde Pein von Hamburgs Erstem Bürgermeister Peter Tschentscher (SPD) als Nachfolgerin Dorothee Stapelfeldts (SPD) im Rahmen einer großen Senatsumbildung in das Amt der Senatorin für Stadtentwicklung und Wohnen der Freien und Hansestadt Hamburg berufen. Nach Bestätigung durch die Hamburgische Bürgerschaft trat sie ihr Amt am 15. Dezember 2022 an.
Pein ist verheiratet mit dem Eimsbütteler SPD-Politiker und Bürgerschaftsabgeordneten Milan Pein.